# Xysticus quadrispinus
Xysticus quadrispinus là một loài nhện trong họ Thomisidae.
Loài này thuộc chi Xysticus. Xysticus quadrispinus được Lodovico di Caporiacco miêu tả năm 1933.